# Saab 9-X BioHybrid
La Saab 9-X BioHybrid est un concept car du constructeur automobile suédois Saab présenté au salon international de l'automobile de Genève de 2008.
Le projet devait définir une automobile compacte Saab en phase avec l'atmosphère écologiste et les attentes technologiques contemporaines. Le concept s'orienta rapidement vers une voiture à motorisation hybride, optimisée pour le biocarburant et compatible avec la norme technologique multimédia de l'époque, en plus d'intégrer les caractéristiques de l'image de marque Saab, à savoir une étude aérodynamique poussée, une conduite sécurisante et la présence d'un turbo.

## Design
L'équipe chargée du projet, alliant General Motors Europe Design au Saab Brand Center et dirigée par Anthony Lo, s'inspirera des formes du concept multifonctionnel 9-X présenté en 2001 au salon de Francfort (Allemagne), et du concept Aero-X présenté au Salon de l'Automobile de Genève en 2006.

### Dessin
Le dessin extérieur reprend, sous la direction de Boris Jakob, l'exigence d'efficacité aérodynamique présente chez la Saab originelle ainsi que l'inspiration aéronautique en ce qui concerne par exemple la visibilité. Pour éliminer toute forme d'aspérités, les rétroviseurs disparaissent au profit de deux minuscules moignons rétractables intégrant une caméra. Les poignées de porte sont tout aussi absentes, l'ouverture du véhicule est déclenchée par une clef électronique. Les boucliers avant et arrière, tout comme le hayon, sont parfaitement intégrés à la carrosserie. Le capot avant possède, lui, une forme particulière concave et arrondie, qui rappellera celui de la Saab 99. Enfin la surface vitrée est enveloppante, elle propose une surface entièrement lisse d'un flanc à l'autre. Cette disposition améliore la visibilité et diminue les sources de vortex. Les optiques définissent le thème « bloc de glace », chargé d'évoquer l'origine nordique de la marque. À l'avant ils accentuent une forme cornue, tandis que les optiques arrière se réduisent à une ligne très fine légèrement travaillée qui s'incarne dans la décoration et dans une existence purement fonctionnelle. La surface du toit est fonctionnelle, elle incorpore des panneaux solaires destinés à recharger les batteries lithium-ion de l'équipement hybride.
Le dessin intérieur, sous la direction de Richard Shaw, est guidé par l'ergonomie et l'intégration d'une technologie multimédia contemporaine. L'instrumentation, elle aussi sur le thème « bloc de glace », se propage en cinq écrans d'un côté à l'autre en débordant largement sur les portières, plutôt qu'en une traditionnelle console centrale. La clef de contact, elle, disparaît, laissant place à un bouton Start/Stop situé comme le veut une tradition Saab entre les deux sièges avant, mais disposé au sommet du levier de vitesse séquentiel sous une capsule de plexiglas articulée. L'aménagement intérieur est modulaire, configuré par défaut en deux places pour permettre un volume de coffre important. L'accueil de deux passagers supplémentaires s'effectue en dépliant les deux sièges arrière, réduisant de fait la capacité de chargement. L'ergonomie du coffre est renforcée par un plancher coulissant électrique, et pour éviter le déplacement intempestif d'objets, la plate-forme est tapissée d'une matière caoutchouteuse à fort coefficient de friction. Pendant le chargement, le glissement des objets est alors facilité par l'émergence de barres d'aluminium intégrées au plateau, et qui se rétractent à la fermeture du coffre.

### Aérodynamisme
Le travail sur l'écoulement des fluides effectué par l'équipe du design extérieur se manifeste par la présence, à l'arrière du véhicule, d'un dispositif aérodynamique actif articulé en trois parties qui encadre la lunette arrière. Au-delà de 70 km/h les trois segments se déploient pour atténuer la traînée ; le spoiler central et les ailerons latéraux glissent ensemble vers l'arrière en prolongeant la carrosserie. Un diffuseur se déploie également sous le bouclier arrière. À partir de 100 km/h, un freinage très appuyé enclenche une modification de l'angle du spoiler, de manière à renforcer l'appui vertical sur le train arrière.
Pour réduire encore la traînée, et surtout le bruit aérodynamique, les rétroviseurs ont été remplacés par des caméras rétractables incorporées dans la carrosserie. Celles-ci se déploient dès qu'on monte à bord du véhicule. Enfin l'ensemble de la carrosserie est aussi lisse que possible, et le soubassement jusqu'au bas de la poupe a été dessiné de façon à favoriser l'effet Venturi. Les jantes, dont la forme évoque une turbine, sont fonctionnelles ; elles contribuent à une circulation d'air visant à optimiser le refroidissement des freins.

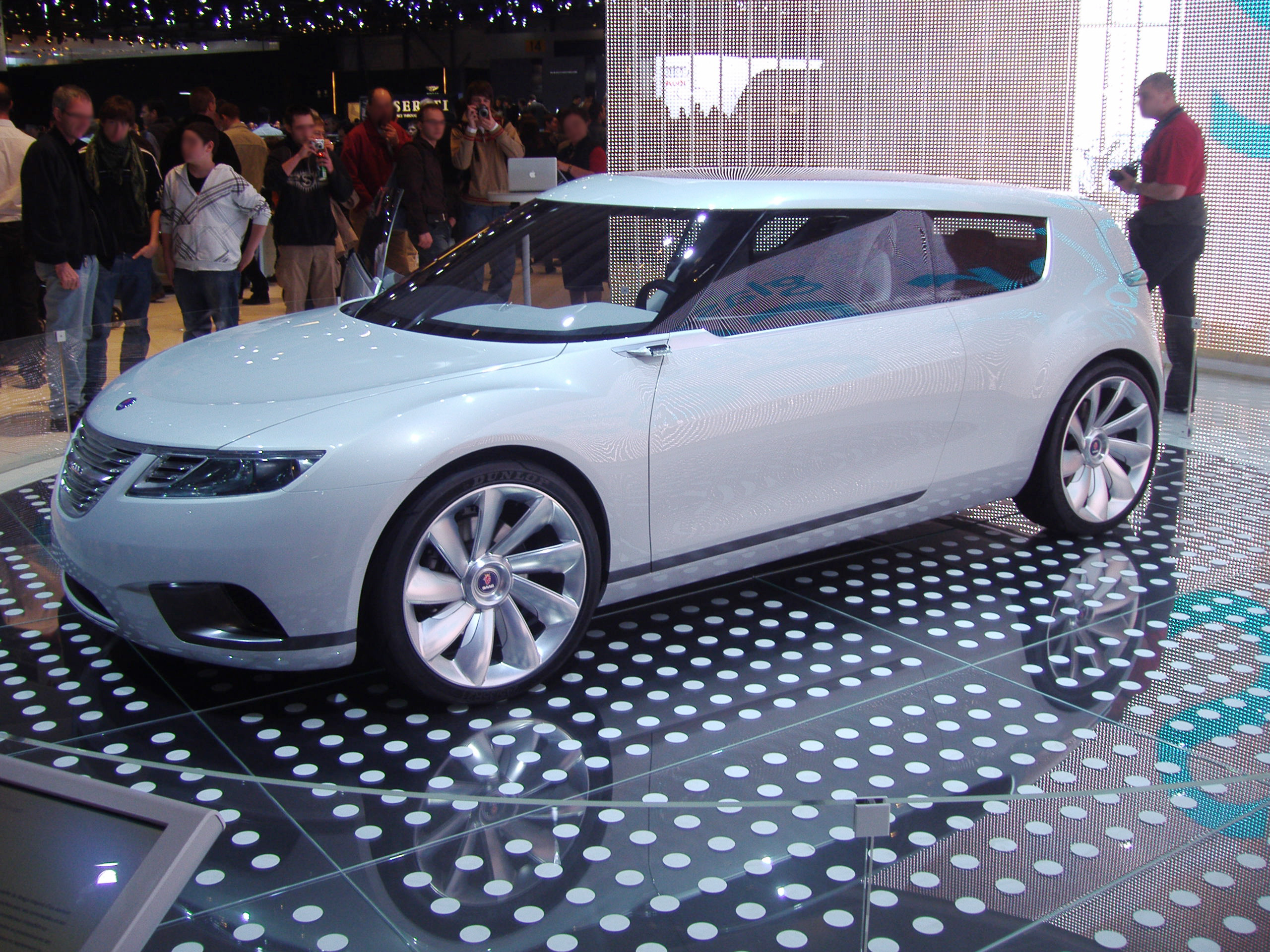
Le vitrage est enveloppant
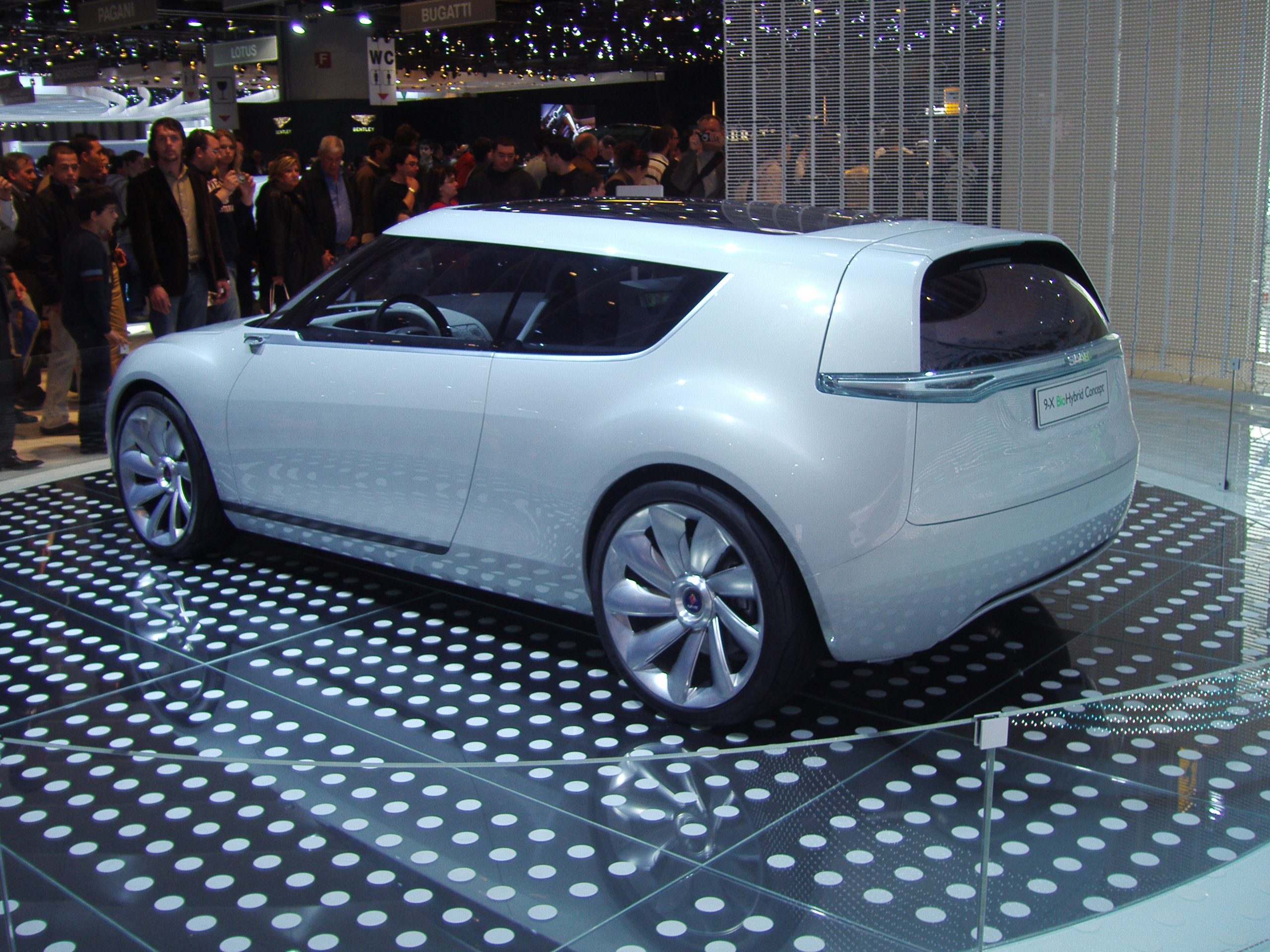
Vue arrière dévoilant le spoiler et les ailerons articulés

### Multimédia
La 9-X BioHybrid embarque un équipement multimédia complet, qui se veut totalement interactif. Ainsi le téléphone portable du conducteur ou des passagers, par exemple, communique avec le véhicule par Wi-Fi ou Bluetooth, et se synchronise automatiquement. L'ordinateur de bord communique ainsi et stocke des données avec tout autre appareil similaire, allant du lecteur MP3 au lecteur DVD, jusqu'au système de navigation. Les informations du téléphone s'affichent instantanément sur l'un des cinq écrans intégrés, qui s'allument dès l'ouverture de l'automobile. Si les écrans des portières affichent la carte de navigation et tout ce qui concerne les options de loisir, les écrans du tableau de bord reproduisent en relief l'instrumentation et les indicateurs, et affichent diverses informations techniques et de conduite, l'image des rétroviseurs-caméras ainsi que les données relatives au téléphone.

## Motorisation[3]
Le véhicule est animé d'un moteur turbo BioPower quatre cylindres, compatible SP95 et E85, allié à un moteur électrique basé sur la technologie hybride de General Motors alimenté par des batteries Li-Ion. La puissance est transmise au train avant, sur des roues de 21 pouces, via une boîte séquentielle à six rapports avec commandes au volant.
- 1.4 turbo BioPower 200 ch (147 kW) - 1 398 cm3 - 16s injection directe - 1,6 bar

Le dispositif hybride électrique, un alterno-démarreur entraîné par le vilebrequin, se doit d'éteindre et redémarrer le moteur pendant les arrêts temporaires du véhicule, par exemple à un feu tricolore. L'ensemble est alimenté par des batteries lithium-ion que le freinage ainsi que les panneaux solaires contribuent à recharger. Le moteur électrique en lui-même apporte également un supplément de puissance au moteur thermique, en cas de nécessité.
Cette solution technique réduit le rejet de CO2 à 105 g/km avec du biocarburant E85, et à 117 g/km avec de l'essence SP95. La consommation mixte moyenne prévue se porte à 6,4 l/100km avec l'E85, et à 4,9 l/100km avec du SP95. Le moteur étant optimisé pour fonctionner au biocarburant, le couple développé atteint 280 N m entre 1 750 et 5 000 tr/min en E85 contre 230 N m entre 1 500 et 5 200 tr/min avec du carburant SP95. En effet, l'indice d'octane plus élevé de l'E85 permet une pression de turbo jusqu'à 1,6 bar sans risque de cliquetis.
Le moteur thermique, installé en position transversale, se compose d'une culasse et d'un bloc en aluminium. Les deux arbres à cames en tête sont entraînés par une chaîne sans entretien, tandis que les vibrations se compensent par deux arbres contrarotatifs. D'un alésage de 73,4 mm chaque cylindre autorise une course de 82,6 mm au piston en aluminium refroidi par jets d'huile, pour un taux de compression de 10,2:1. L'injection est directe au cylindre et centrale, et les soupapes d'échappement refroidies au sodium. Enfin, la distribution est variable en continu (VVT) à l'admission comme à l'échappement.

## Sécurité
Si la 9-X BioHybrid dispose de l'arsenal électronique classique de sécurité, ses sièges accueillent chacun une ceinture de sécurité à quatre points, qui se déploie électriquement sur la personne assise pour se verrouiller sur une boucle centrale. De plus le véhicule est équipé d'un dispositif d'alerte de dérive, le Lane Departure Warning (LDW). Une caméra située à l'avant surveille la dérive par rapport aux marquages au sol, affichant au besoin une alerte sur l'écran d'information. Cette caméra détecte aussi les sources lumineuses, et enclenche automatiquement l'atténuation du faisceau des feux de route, grâce à des volets mobiles, au croisement d'un véhicule.

## Récompenses
Le prototype a obtenu le prix du Specialty Concept Car of the Year en 2008, décerné par l'Automotive Hall of Fame à Dearborn (États-Unis), pour les performances du moteur et le niveau de technicité. Le magazine automobile AutoWeek lui décernera pour sa part, au Salon de l'Automobile de Genève, le prix du meilleur concept car, récompensant ainsi le travail de l'équipe d'Anthony Lo.

## 9-X Air
Une version cabriolet, désignée Saab 9-X Air, fut présentée au salon international de l'automobile de Paris en 2008.
Ce cabriolet offre la particularité d'un toit souple coulissant, le Canopy Top, qui se loge plié en trois sous un capot situé à l'arrière. Une lunette arrière rigide ferme le vitrage enveloppant et réduit les turbulences à l'intérieur de la cabine. Le véhicule reprend la motorisation de la version BioHybrid, ainsi que l'aménagement intérieur avec les cinq écrans et les sièges légers.

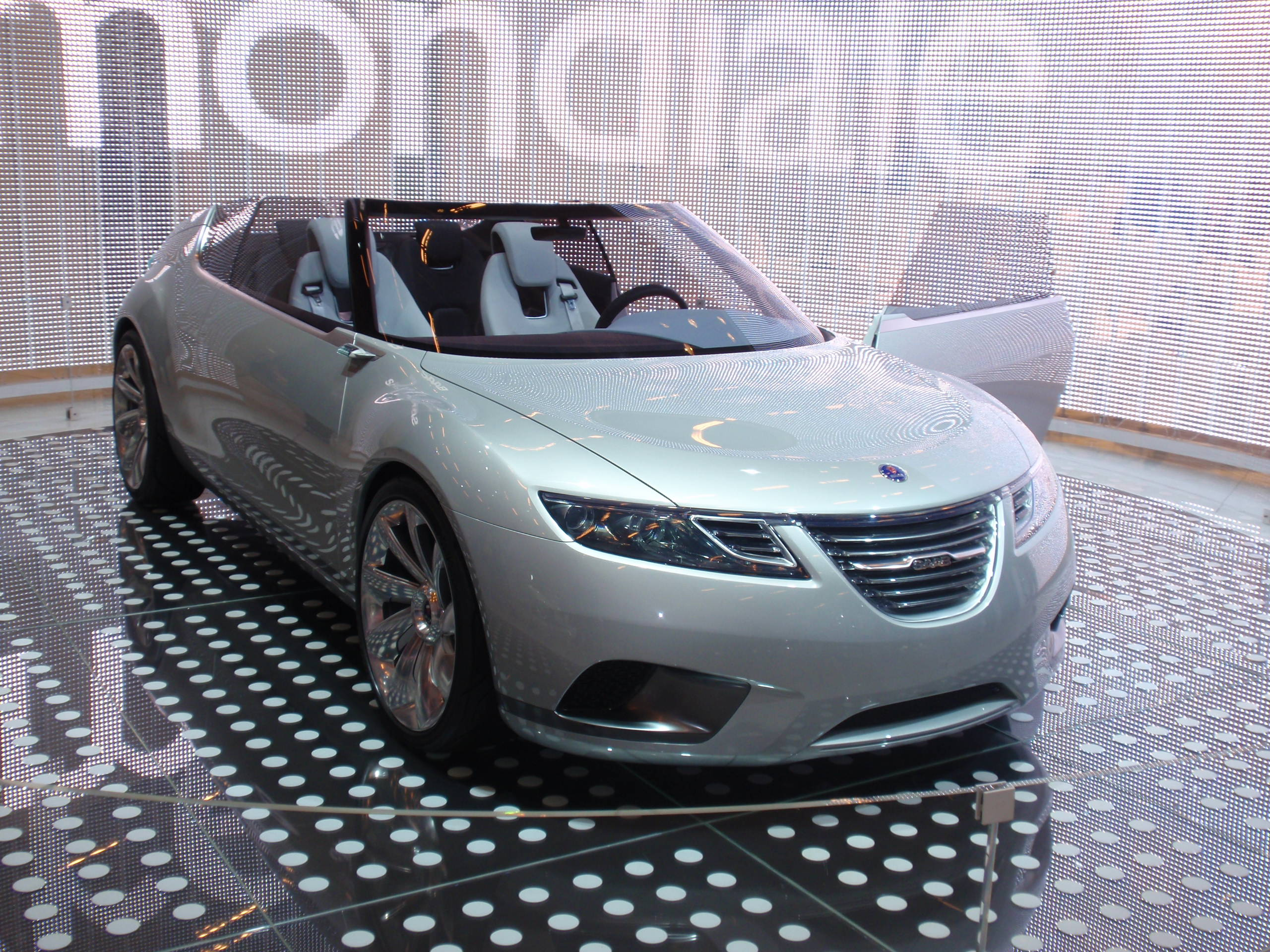
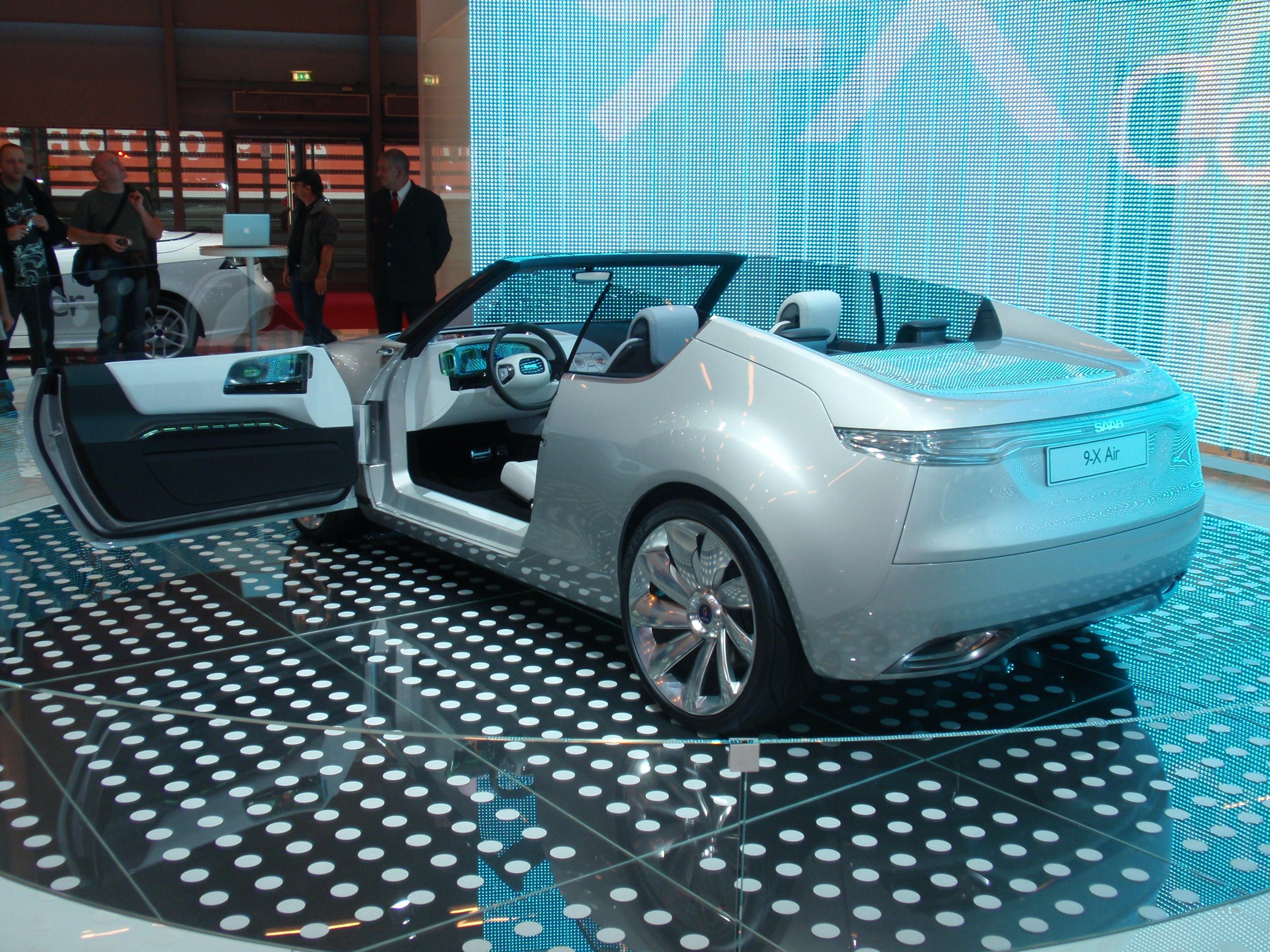